# Тодор Стоянович
Тодор Ив. Стоянович е български лекар, първият специалист по урология в България. Основател е на болницата в Стара Загора.

## Биография
Роден е през 1844 г. в Ески Заара. Завършва Класното училище в града през 1862 г., а през 1869 г. – медицина във френския град Монпелие. След това специализира урология. След завръщането си работи като градски лекар в Стара Загора до 1879 г. Инициира създаването на клон на Благотворителното дружество „Св. Панталеймон“. През януари 1883 г. е избрана за негов председател. По негова инициатива, на 3 юни 1883 г. е официално открита болницата в Стара Загора. В периода 1886 – 1893 г. работи като училищен лекар и завежда градската здравна служба. След това е завеждащ на кожното отделение на Александровска болница в София.
През 1884 г. е член на Старозагорския окръжен съвет. Избран е за народен представител и секретар на Областното събрание на Източна Румелия. През 1884 – 1885 г. е член на Департемалния училищен съвет.
Автор е на множество публикации на здравна тема, сред основателите е на списание „Знание“. От 1884 г. е дописен член на Българска академия на науките, а скоро след това става действителен член.
Умира през 1894 г.